# Parandra gabonica
Parandra gabonica är en skalbaggsart som beskrevs av Thomson 1858. Parandra gabonica ingår i släktet Parandra och familjen långhorningar.
Artens utbredningsområde är:
- Gabon.
- Bioko.
- Madagaskar.
- Nigeria.
- Togo.

Inga underarter finns listade i Catalogue of Life.